# Hate Über Alles
Hate Über Alles — пятнадцатый студийный альбом немецкой трэш-метал-группы Kreator, вышедший 10 июня 2022 года на лейбле Nuclear Blast. Это первый альбом с участием басиста Фредерика Леклера, который заменил Кристиана «Speesy» Гислера в 2019 году.

## Предыстория
О намерении Kreator работать над пятнадцатым студийным альбомом впервые сообщил вокалист и гитарист Милле Петроцца примерно через три месяца после выпуска Gods of Violence, сказав The Metal Voice: «Может быть, нам стоит поработать с другим продюсером. Может быть, нам следует съездить в другую страну для записи альбома. Может быть, нам следует написать более металлический или полностью трэш-металлический альбом. Что бы мы ни чувствовали, в первую очередь, наши чувства самое главное. Время покажет». В интервью в сентябре 2017 года с австралийским Silver Tiger Media Петроцца заявил, что группа может записать ещё один альбом после Gods of Violence, но «ещё не время».
Когда в феврале 2018 года его спросили о будущем Kreator, Петроцца заявил, что он «[не] хотел ждать следующего альбома ещё пять лет»: «Я думаю, что в следующем году мы возьмём перерыв и напишем новый альбом. По крайней мере, таков наш план. Посмотрим, что получится. Я не ставлю себе рамки. Посмотрим, как я буду себя чувствовать после этого тура, и если у меня будут идеи для новой музыки, я забронирую студию и начну работать над демо как только у меня будет время. И тогда я выдам что-нибудь новое». В июле того же года он сказал журналу Guitar Interactive, что Kreator возьмёт отпуск в 2019 году, чтобы сосредоточиться на написании своего пятнадцатого студийного альбома, и планирует выпустить его летом 2020 года, хотя в конечном итоге он был перенесён на 2021 год.
16 сентября 2019 года было объявлено, что бывший басист DragonForce Фредерик Леклер присоединился к Kreator в качестве замены Кристиана Гислера, который покинул группу после 25 лет сотрудничества. Леклер дебютировал с Kreator на сингле группы 2020 года «666 — World Divided», для которого был снят видеоклип.

## Создание
Kreator приступили к работе над своим пятнадцатым студийным альбомом летом 2020 года, и Петроцца подтвердил, что в сентябре он начал записывать вокал. Работа над альбомом продолжалась и в следующем году. В марте 2021 года Петроцца сообщил в подкасте итальянского Metalitalia.com, что Kreator должны были начать запись альбома в феврале прошлого года, но добавил, что этот план был прерван пандемией COVID-19. Он также сказал, что хочет, чтобы «альбом вышел и сразу после этого мы бы отправились в мировое турне», и сообщил, что Артур Ризк будет его продюсировать. Сессии записи с Ризком начались в сентябре 2021 года в Hansa Tonstudio в Берлине и завершились к концу года.

## Продвижение
В декабре 2021 года Петроцца объявил на своей странице в Instagram, что пятнадцатый студийный альбом Kreator выйдет летом 2022 года. 4 февраля 2022 года группа выпустила заглавный трек с Hate Über Alles в качестве первого сингла с альбома и в тот же день объявила, что альбом выйдет 3 июня. Видео на второй сингл альбома «Strongest of the Strong» было выпущено 8 апреля 2022 года. 6 мая 2022 года вышел третий сингл, «Midnight Sun», а также было объявлено о переносе даты выхода альбома на 10 июня 2022 года.

## Список композиций
| №                   | Название                              | Длительность |
| ------------------- | ------------------------------------- | ------------ |
| 1.                  | «Sergio Corbucci Is Dead»             | 0:58         |
| 2.                  | «Hate Über Alles»                     | 3:48         |
| 3.                  | «Killer of Jesus»                     | 4:05         |
| 4.                  | «Crush the Tyrants»                   | 4:10         |
| 5.                  | «Strongest of the Strong»             | 4:01         |
| 6.                  | «Become Immortal»                     | 4:23         |
| 7.                  | «Conquer and Destroy»                 | 4:45         |
| 8.                  | «Midnight Sun (feat. Sofia Portanet)» | 3:38         |
| 9.                  | «Demonic Future»                      | 4:43         |
| 10.                 | «Pride Comes Before the Fall»         | 4:48         |
| 11.                 | «Dying Planet»                        | 6:52         |
| Общая длительность: | Общая длительность:                   | 46:11        |

## Участники записи
Kreator
- Милле Петроцца — вокал, гитара
- Сами Или-Сирнио — гитара
- Фредерик Леклер — бас-гитара
- Юрген Райль — ударные

Приглашённые музыканты
- София Портанет — вокал в треке 8

## Позиции в чартах
| Чарт (2022)                                   | Наивысшая позиция |
| --------------------------------------------- | ----------------- |
| Бельгия/Валлония (Ultratop)                   | 23                |
| Бельгия/Фландрия (Ultratop)                   | 43                |
| Великобритания (UK Digital Albums Chart)      | 59                |
| Великобритания (UK Independent Albums Chart)  | 1                 |
| Великобритания (UK Rock & Metal Albums Chart) | 2                 |
| Германия (Offizielle Top 100)                 | 2                 |
| Испания (PROMUSICAE)                          | 23                |
| Нидерланды (Album Top 100)                    | 53                |
| Польша (ZPAV)                                 | 6                 |
| Финляндия (Suomen virallinen lista)           | 4                 |
| Франция (SNEP)                                | 73                |
| Швейцария (Schweizer Hitparade)               | 7                 |
| Шотландия (Scottish Albums Chart)             | 9                 |
| Япония (Billboard Japan)                      | 30                |
| Япония (Oricon)                               | 30                |